# N389 (België)
De N389 is een gewestweg in België bij de plaats Middelkerke. De weg verbindt de N34 met de N318 via de Louis Logierlaan en heeft een lengte van ongeveer 550 meter.
De gehele weg bestaat uit twee rijstroken voor beide rijrichtingen samen. Er is echter geen belijning aanwezig op de weg.